# Blind Boy Fuller
Blind Boy Fuller (eigentlich Fulton Allen; * 10. Juli 1907 in Wadesboro, North Carolina; † 13. Februar 1941 in Durham, North Carolina) war ein einflussreicher US-amerikanischer Blues-Gitarrist und -sänger. Blind Boy Fuller, der Star des Piedmont Blues, wird bisweilen mit Robert Johnson, dem König des Delta Blues verglichen.
Über die frühen Jahre von Blind Boy Fuller ist wenig bekannt. Er ist wohl zwischen 1903 und 1908 in Wadesboro, North Carolina, geboren. Der Blues-Forscher Bruce Bastin legt sich auf den 10. Juli 1907 als Geburtstag fest.
Als Fullers Mutter starb, zog die Familie nach Rockingham, North Carolina. Hier lernte er Cora Mae Martin kennen, die er 1926 heiratete. Bei der Hochzeit war sie 14, er 18 Jahre alt. Wenig später erblindete Fuller vollständig; als Ursache wird ein Tumor vermutet. Eine unbestätigte Legende berichtet jedoch von einer eifersüchtigen Geliebten, die ihm Chemikalien in die Augen schüttete.
Das junge Paar zog nach Durham, North Carolina. Hier lernte Fuller Reverend Gary Davis kennen, der sein Lehrmeister wurde. Fuller verdiente seinen Lebensunterhalt als Straßenmusiker. Der Geschäftsmann und Talentsucher James Baxter Long ermöglichte ihm 1935 Aufnahmen in New York, zusammen mit Gary Davis und Bull City Red. Es folgten Soloaufnahmen 1936 und 1937, die sich recht gut verkauften.
Um diese Zeit begann Fuller, mit dem Mundharmonika-Virtuosen Sonny Terry aufzutreten, mit dem er einige gemeinsame Aufnahmen machte. 1938 wurde bei Fuller Syphilis diagnostiziert; sein Zustand verschlechterte sich zusehends. Anfang 1941 machte Fuller in Chicago seine letzten Aufnahmen zusammen mit Red und Terry. Er starb im Februar 1941 und wurde in Durham beigesetzt.
2004 wurde Blind Boy Fuller in die Blues Hall of Fame aufgenommen.

## Diskografie
- Truckin’ My Blues Away
- The Essential. Classic Blues
- I’m a Rattlesnakin’ Daddy
- Complete Recorded Works, Vol. 1 (1935-1936) (1992)
- Blind Boy Fuller Complete Recorded Works, Vol. 2 (1936-1937)(1992)
- Complete Recorded Works, Vol. 3 (1937)(1992)
- Complete Recorded Works, Vol. 4 (1937-1938)(1992)
- Complete Recorded Works, Vol. 5 (1938-1940)(1992)
- Complete Recorded Works, Vol. 6 (1940)(1992)
- Bull City Blues (2004)
- Remastered 1935-1938 (2004)
- Get Your Yas Yas Out  (2007)
- East Coast Piedmont Style(2008)